# Frederick Trump
Frederick Henry Trump (nacido como Friedrich Heinrich Drumpf; Kallstadt, 14 de marzo de 1869 - Nueva York, 30 de mayo de 1918) fue un empresario germano-estadounidense y el patriarca de la familia Trump.
Nacido en Kallstadt, en el Reino de Baviera (actual Renania-Palatinado, Alemania), emigró a los Estados Unidos a la edad de 16 años y comenzó a trabajar como barbero. Varios años más tarde, en 1891, se mudó al noroeste estadounidense.
Hizo su fortuna operando restaurantes y burdeles en Seattle, en la ciudad minera de Monte Cristo y durante la fiebre del oro de Klondike. Luego regresó a Kallstadt y se casó. Cuando las autoridades descubrieron que había emigrado cuando era joven para evitar el cumplimiento de su servicio militar, perdió su ciudadanía bávara, y él y su familia regresaron a los Estados Unidos.
Trabajó como barbero y gerente de hotel, y comenzó a adquirir bienes raíces en Queens, Nueva York. Fue el padre de Fred y John G. Trump, como también abuelo de Donald Trump, el 45.º y 47.º presidente de los Estados Unidos de América.